# مورگن پیج
مورگن پیج (انگلیسی: Morgan Page؛ زادهٔ ۳۱ مهٔ ۱۹۸۱) یک موسیقی‌دان اهل ایالات متحده آمریکا است.